# Inner Smile
Inner Smile è un singolo del gruppo musicale scozzese Texas, pubblicato l'8 gennaio 2001 come secondo estratto dal primo album di raccolta The Greatest Hits.

## Descrizione
Il brano è stato scritto dagli stessi membri del complesso con la collaborazione di Gregg Alexander. Il singolo fece parte anche della colonna sonora del film Sognando Beckham.

## Successo commerciale
Qualche settimana dopo la sua pubblicazione, Inner Smile cominciò ad avere un grande successo nel Regno Unito e in Europa.

## Video musicale
Il videoclip, girato a Londra nel novembre del 2000, rappresenta una citazione/omaggio/parodia a Elvis Presley; la cantante dei Texas Sharleen Spiteri è infatti vestita e pettinata come il celebre "re del rock". All'inizio si vede Elvis/Sharleen accendere un televisore (probabilmente per guardare lo "show", cioè lo stesso videoclip), poi l'artista inizia a cantare; si susseguono vari momenti musicali, alcuni a colori altri in bianco e nero (in uno di questi Elvis/Sharleen mostra con fierezza una cintura con incastonata la scritta SHAR, e non ELVIS come nell'originale, fatta di diamanti).
Elvis è quasi sempre vestito con un completo di pelle nera ma non mancano momenti in cui indossa il suo costume più tradizionale. Nel video vengono inquadrate le ragazze che assistono al concerto di Elvis e impazziscono per lui; la loro "devozione" è corroborata anche da inquadrature fisse su false foto d'epoca. In qualche raro fotogramma, Spiteri compare sul palco col suo vero look.
Nel video, l'abbigliamento della protagonista è ispirato da quello che aveva Elvis nello speciale televisivo '68 Comeback Special. Gli altri membri della band compaiono nel video in vari cammei; anche Spiteri interpreta ruoli speciali, ad esempio la groupie. In una scena, Elvis e Spiteri cantano insieme; molto probabilmente si tratta della parodia del duetto tra Presley e sua moglie Priscilla.

## Tracce
CD1 (MERCD 531)
1. Inner Smile – 3:49
2. Inner Smile (Extended 12") – 9:47
3. Across the Universe (Live) – 4:13
4. Inner Smile (Video) – 3:49

CD2 (MERDD 531)
1. Inner Smile – 3:49
2. Inner Smile (Jules' Club Radio Mix) – 4:35
3. Inner Smile (Stonebridge Classic House Mix) – 6:31
4. Inner Smile (Rae & Christian Basement Mix) – 4:57

## Classifiche
| Classifica (2001) | Posizione massima |
| ----------------- | ----------------- |
| Svizzera          | 27                |
| Austria           | 37                |
| Francia           | 57                |
| Paesi Bassi       | 27                |
| Belgio (Fiandre)  | 47                |
| Belgio (Vallonia) | 37                |
| Svezia            | 26                |
| Italia            | 17                |
| Regno Unito       | 6                 |